# ГЕС-ГАЕС Vallorcine
ГЕС-ГАЕС Vallorcine — гідроелектростанція на південному заході Швейцарії, на кордоні з Францією. Становить верхній ступінь у складі гідровузла, створеного на ресурсі з кількох річок, які дренують північні схили Грайських Альп та Савойських Передальп.
У межах проєкту на східному схилі масиву Haut-Giffre (Савойскі Передальпи) на річці Barberine (ліва притока L'Eua Noire, яка тече у північному напрямку та, своєю чергою, є лівою притокою Рони) звели аркову греблю Емоссон висотою 180 метрів та довжиною 554 метри, на створення якої витратили 1,1 млн м3 матеріалу. Вона утримує водосховище площею поверхні 3,27 км2 з об'ємом 227 млн м3. Однією з передумов будівництва було отримання згоди швейцарської залізниці, яка володіла спорудженою раніше греблею Barberine. Остання підлягала затопленню значно більшим водосховищем Емоссон та наразі знаходиться на глибині до 42 метрів.
Проєкт реалізовувався спільно французькою та швейцарською сторонами, тому водосховище на території Швейцарії заповнюється внаслідок збору ресурсу з території обох країн через:
- дериваційний тунель Північ довжиною 2,6 км, що подає воду із західного схилу масиву Haut-Giffre, де бере початок Giffre, (притока річки Арв, яка, так само як і L'Eua Noire, є лівою притокою Рони, проте тече переважно у західному напрямку);
- дериваційний тунель Захід довжиною 7,9 км, що подає воду із верхньої частини сточища L'Eua Noire, зокрема із її лівої притоки Eua-de-Berard;
- дериваційний тунель Південь довжиною 8,7 км, що транспортує ресурс з північно-західного схилу масиву Монблан (Грайські Альпи), відібраний із кількох лівих приток верхньої течії Арву (Torrent-de-Lognan та ін.);
- дериваційний тунель Схід довжиною 18,3 км (плюс 7,3 км бічне відгалуження), що збирає воду з північно-східного та північного схилів масиву Монблан. У першому випадку відбувається забір ресурсу зі сточища Dranse-de-Ferret (відділяє Монблан від Пеннінських Альпі та через Dranse-d'Entremont належить до водозбору лівої притоки Рони річки Dranse), у другому — із Durnand-de-la-Jure та її притоки Durnand-d'Arpette (так само водозбір річки Dranse), а також із річки Trient (права притока L'Eua Noire)[2].

Перші три дериваційні тунелі знаходяться на французькій території та постачають ресурс до озера Емоссон самопливом. При цьому тунель Південь, який виходить у долину L'Eua Noire з протилежного від водосховища боку, долає її за допомогою принципу сполучених ємностей, транзитом через майданчик машинного залу. Водночас система Схід, яка прокладена територією Швейцарії, подає ресурс до проміжного резервуара Esserts ємністю 220 тис. м3, розташованого на горі зі східного боку долини L'Eua Noire, котра так само відділяє його від сховища Емоссон. При цьому висота Esserts над рівнем моря не перевищує 1516 метрів, тоді як в Емоссон вона коливається від 1785 до 1930 метрів. Тому для перекачування води між цими водоймами на майданчику станції у складі двох гідроагрегатів наявні насоси загальною потужністю 40 МВт, що споживають протягом року до 110 млн кВт·год. Утім, вода з Esserts може також використовуватися безпосередньо для виробництва електроенергії.
Машинний зал розташований на французькій території, на березі річки L'Eua Noire, та обладнаний трьома гідроагрегатами. Один з них має дві турбіни: типу Пелтон потужністю 64 МВт та типу Френсіс потужністю 50 МВт, тоді як у двох інших турбіни типу Пелтон потужністю по 38,2 МВт з'єднані через мотор-генератори з насосами. При роботі з водосховищем Емоссон максимальний напір становить 805 метрів, при використанні Esserts — 391 метр.
Відпрацьована вода потрапляє до нижнього балансуючого резервуару об'ємом 90 тис. м3, звідки спрямовується на нижній ступінь гідровузла ГЕС Bâtiaz.
Управління роботою станції здійснюється з диспетчерського центру на станції Bâtiaz.
Можливо також відзначити, що в Емоссон впадає струмок Nant-de-Drance, на якому у 1950-х створили водосховище Vieux Emosson. Останнє постачає водою інший гідровузол, верхня станція якого Châtelard-Barberine розташована неподалік від Vallorcine, але трохи нижче по L'Eua Noire. У 2000-х роках розпочалось спорудження потужної ГАЕС Nant-de-Drance, яка повинна використовувати наявні водосховища двох названих гідровузлів.